# Refugi del Riu dels Orris
El refugi del Riu dels Orris és un refugi de muntanya de la Parròquia d'Escaldes-Engordany (Andorra) a 2.230 m d'altitud i situat al costat del Pla de l'Ingla, a la dreta del riu Madriu en la vall del mateix nom.

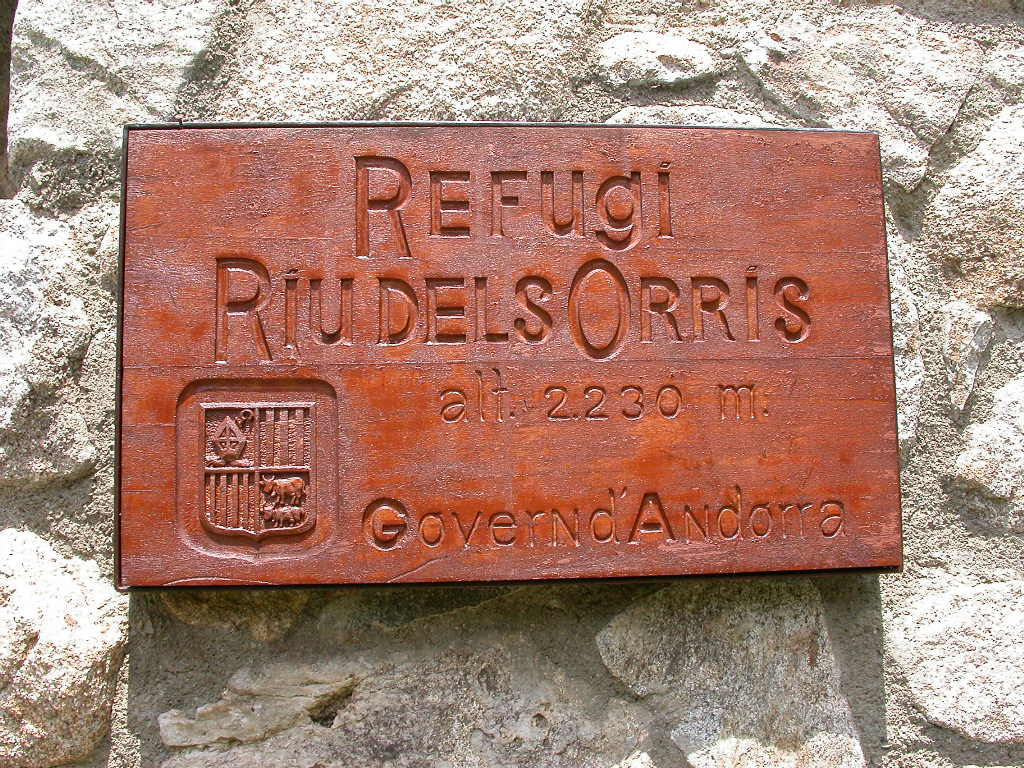
Placa identificativa a l'exterior.